# Červené Janovice
Obec Červené Janovice (německy Rot Janowitz) se nachází v okrese Kutná Hora, kraj Středočeský, zhruba 13 km jižně od Kutné Hory. Žije zde 652 obyvatel.

## Části obce
- Červené Janovice
- Chvalov
- Lány
- Plhov
- Vilémovice
- Zadní
- Zhoř

V letech 1960–1990 k obci patřily i Opatovice I a od 1. ledna 1980 do 23. listopadu 1990 také Třebětín.

## Historie
První písemná zmínka o obci pochází z roku 1352. Od 16. století jde o městečko, do 18. století zvané Janovičky.

### Územněsprávní začlenění
Dějiny územněsprávního začleňování zahrnují období od roku 1850 do současnosti. V chronologickém přehledu je uvedena územně administrativní příslušnost obce v roce, kdy ke změně došlo:
- do 1849 země česká, kraj Čáslav, soudní okres Kutná Hora
- 1850 země česká, kraj Pardubice, politický i soudní okres Kutná Hora[5]
- 1855 země česká, kraj Čáslav, soudní okres Kutná Hora
- 1868 země česká, politický i soudní okres Kutná Hora
- 1939 země česká, Oberlandrat Kolín, politický i soudní okres Kutná Hora[6]
- 1942 země česká, Oberlandrat Praha, politický i soudní okres Kutná Hora[7]
- 1945 země česká, správní i soudní okres Kutná Hora[8]
- 1949 Pražský kraj, okres Kutná Hora[9]
- 1960 Středočeský kraj, okres Kutná Hora
- 2003 Středočeský kraj, obec s rozšířenou působností Kutná Hora

### Rok 1932
V městysi Červené Janovice (přísl. Chvalov, Plhov, Zadní, 723 obyvatel, poštovní úřad, telefonní úřad, telegrafní úřad, četnická stanice, katol. kostel) byly v roce 1932 evidovány tyto živnosti a obchody: lékař, holič, 4 hostince, kolář, 2 kováři, 4 krejčí, lihovar, mlýn, 2 obuvníci, 2 pekaři, sklad piva, 2 řezníci, sedlář, skladiště hospodářského družstva, 4 obchody se smíšeným zbožím, výroba sodové vody, stavitel, spořitelní a záložní spolek v Červ. Janovicích, 3 trafiky, 6 truhlářů, zámečník.
V obci Vilémovice (přísl. Lány, 177 obyvatel, samostatná obec se později stala součástí Červených Janovic) byly v roce 1932 evidovány tyto živnosti a obchody: cihelna, hostinec, mlýn, 8 rolníků, trafika.
V obci Zhoř (189 obyvatel, samostatná obec se později stala součástí Červených Janovic) byly v roce 1932 evidovány tyto živnosti a obchody: 2 hostince, kovář, mlýn, obchod se smíšeným zbožím, trafika.

## Pamětihodnosti
- Barokní zámek Červené Janovice
- Novorománský kostel sv. Martina – byl postaven na místě původního starého kostelíka počátkem 20. století.
- Socha svatého Jana Nepomuckého
- Kostel Narození Panny Marie ve Vilémovicích s polodřevěnou zvonicí

## Pověsti
- Podle pověsti si obce Červené Janovice a Vilémovice vyměnily své zvony, ale ty se v noci vrátily zpět. Při třetím pokusu se letící zvony srazily nad božími mukami mezi obcemi a jeden z nich praskl. Proto je nakonec občané nechali na původních místech.
- Na statku ve Vilémovicích žili dva příbuzní, dva Vilémové. Jeden bezdětný, druhý s dcerou Marií. Společně zde založili kostel Narození Panny Marie a společně pro něj pořídili zvony – každý jeden. Marie přitom donesla svému otci hrst stříbrných peněz, které věnovala na slití zvonu. Proto byl jeden zvon větší a druhý menší.

## Osobnosti
- Václav Budovec z Budova – narozen roku 1551 na zdejším zámku, byl popraven v roce 1621 na Staroměstském náměstí za účast na stavovském povstání proti císaři

## Doprava
Dopravní síť
- Pozemní komunikace – Obcí prochází silnice II/339 Čáslav - Červené Janovice - Ledeč nad Sázavou.

- Železnice – Železniční trať ani stanice na území obce nejsou. Názvem Červené Janovice bývala nazvána železniční stanice na trati Kutná Hora - Zruč nad Sázavou, od obce vzdálená a špatně dostupná. Nyní je zde jen nákladiště; osobní vlaky zde nezastavují.

Veřejná doprava
- Autobusová doprava – Každodenně příměstské autobusy do Prahy (linka PID 402). Dále meziměstské autobusy do Kutné Hory, Kolína, Zruči nad Sázavou, Třebetína a Paběnic (linky PID 786, 788, 805).

## Další fotografie

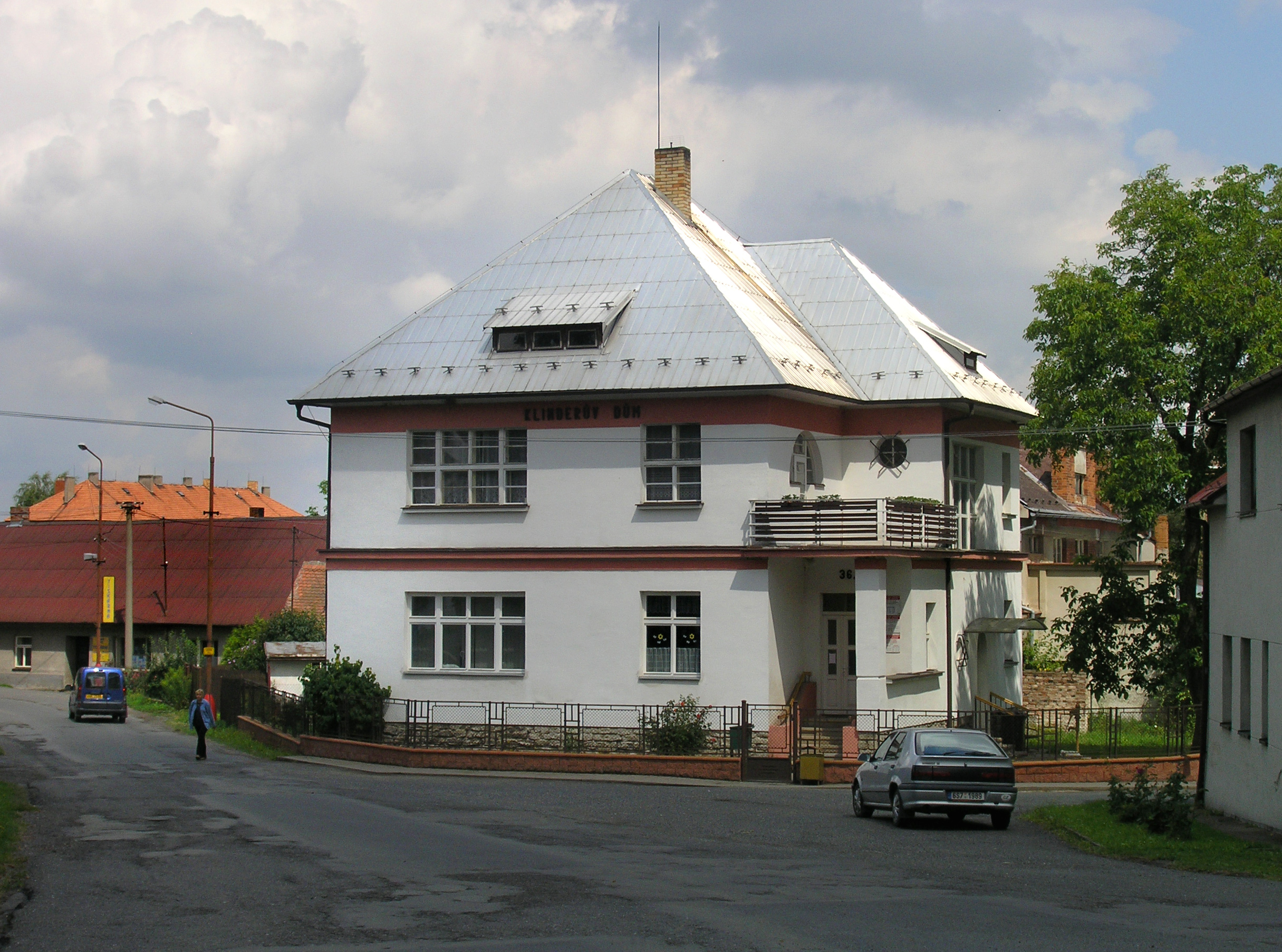
Klinderův dům
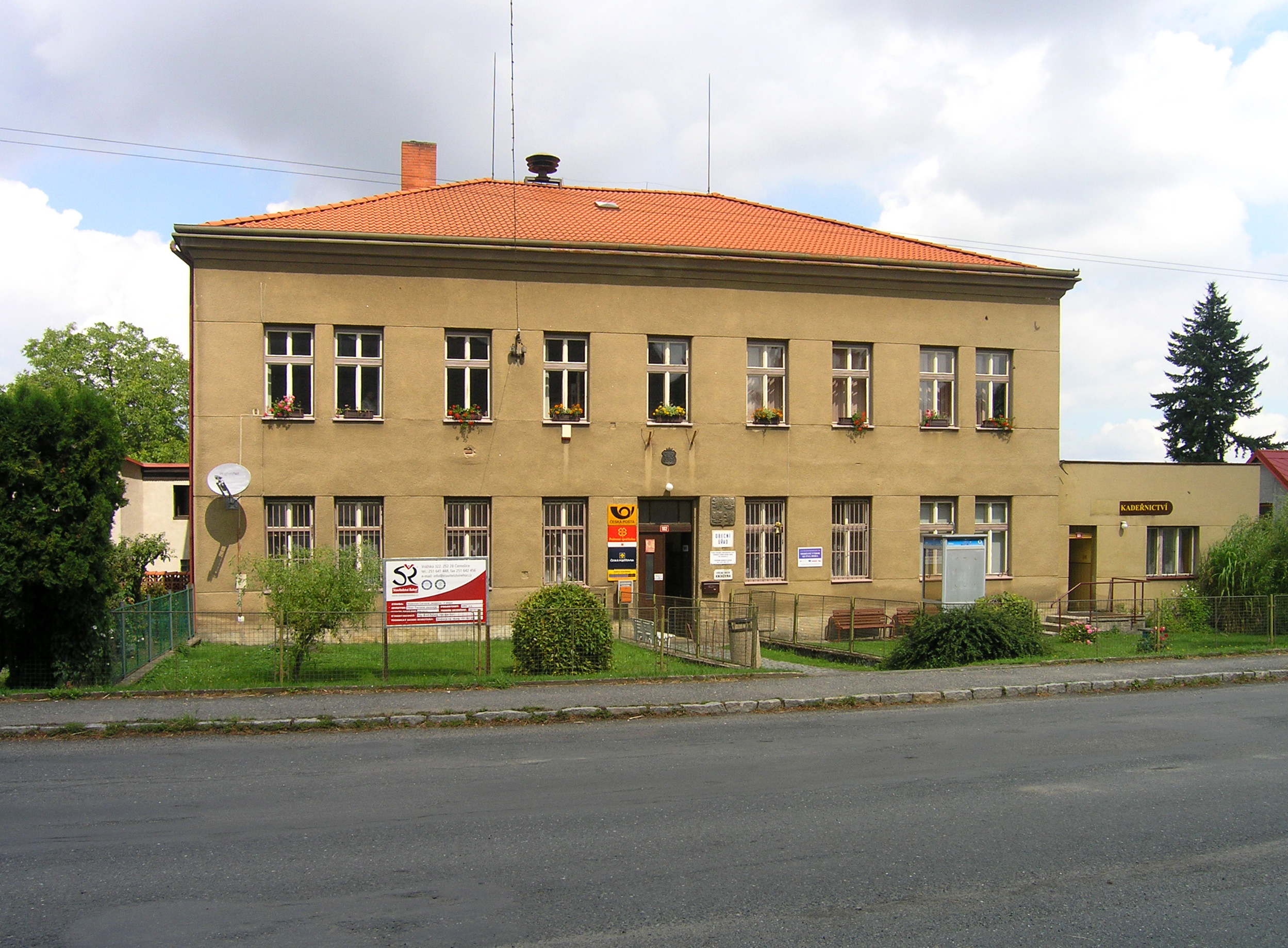
Obecní úřad
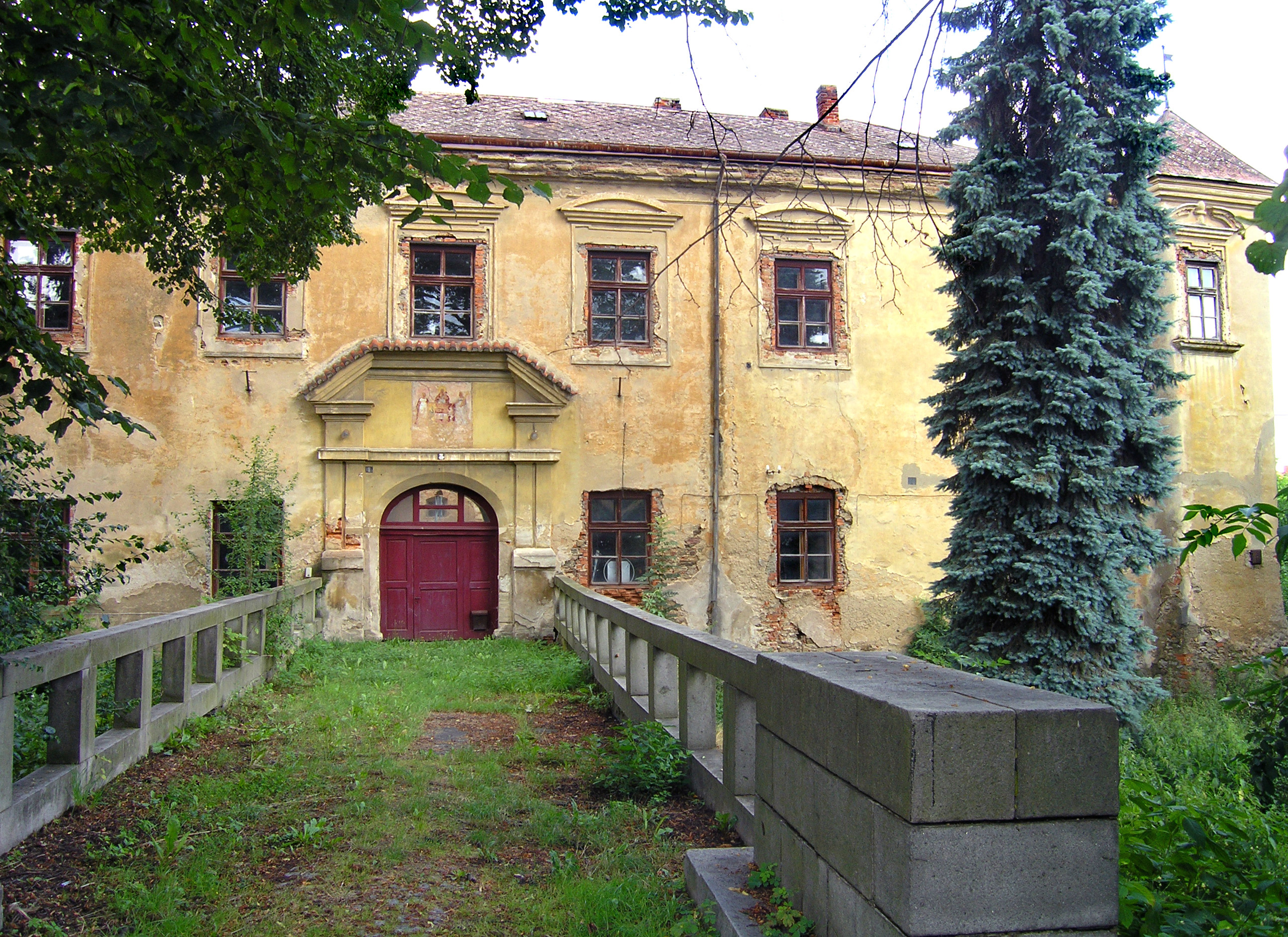
Zámek
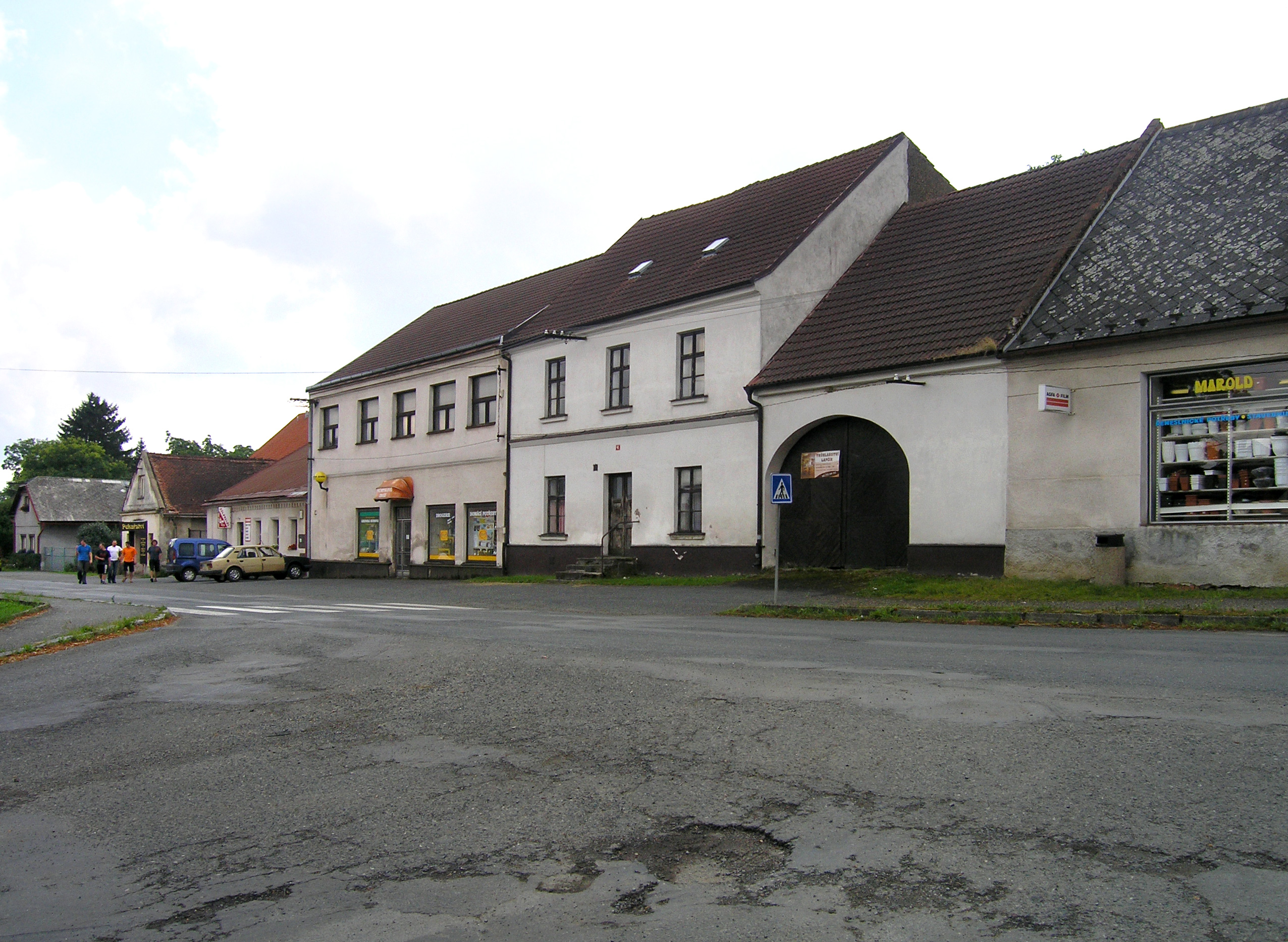
Domy u hlavní silnice
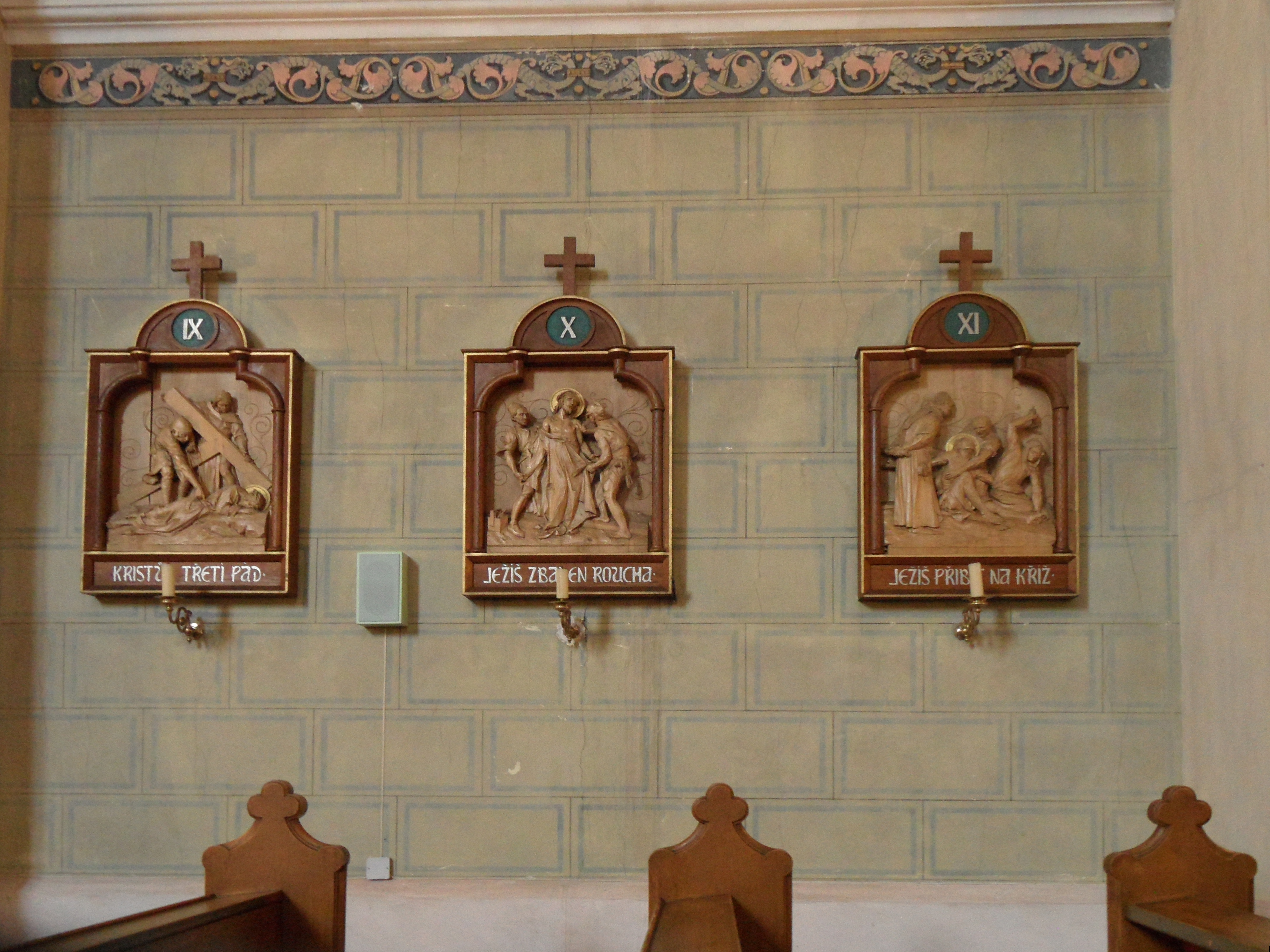
Interiér kostela: část křížové cesty
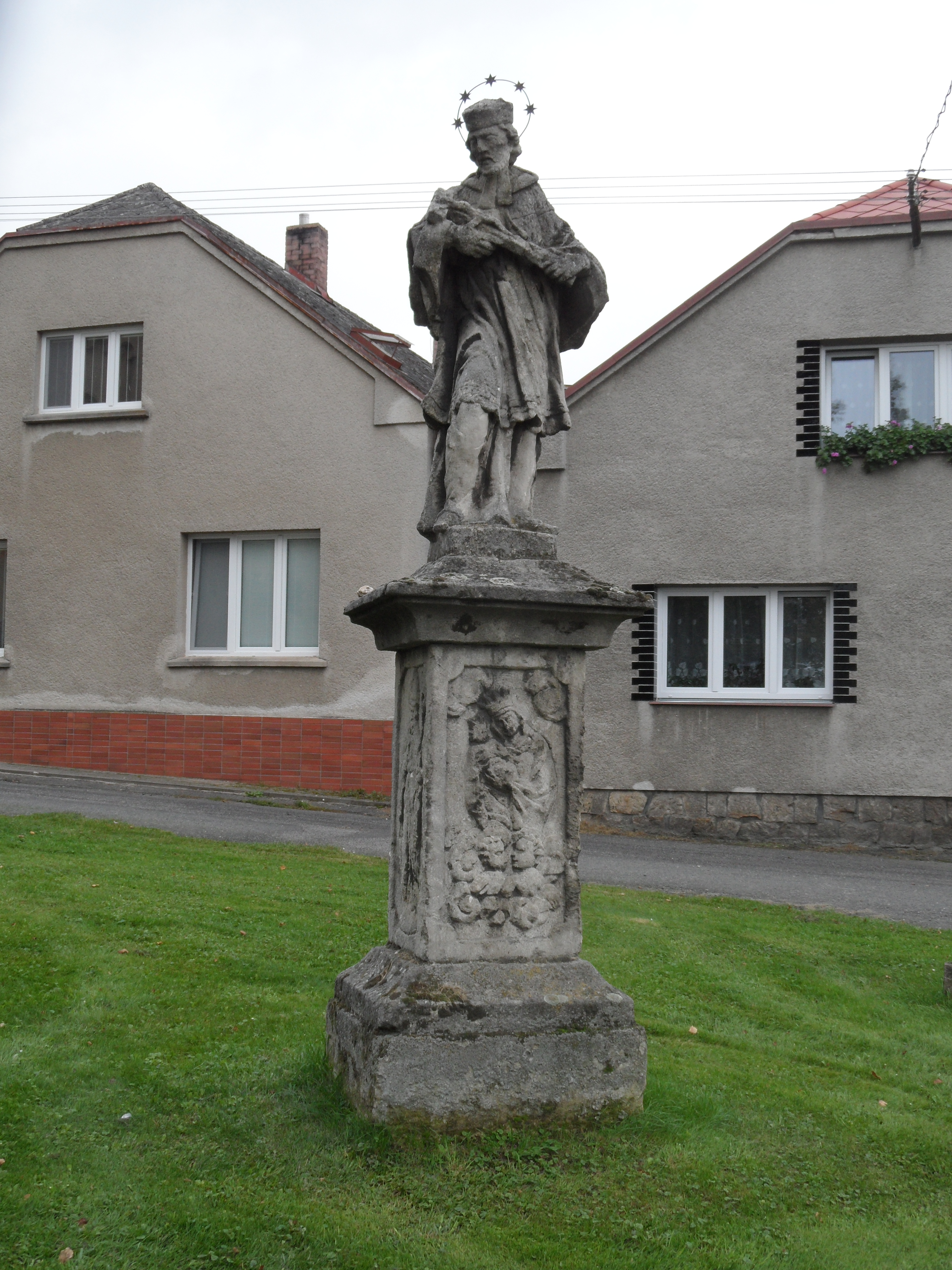
Socha sv. Jana Nepomuckého